# Flickan i frack (film, 1926)
Upplagsordet "Flickan i frack (film)" leder hit. För fler filmer, se Flickan i frack (olika betydelser).
Flickan i frack är en svensk dramafilm från 1926 i regi av Karin Swanström. Filmen bygger på Hjalmar Bergmans roman Flickan i frack från 1925.
Filmen premiärvisades 6 september 1926 i Stockholm och Uppsala. Den spelades in vid före detta Bonnierateljén på Kungsholmen i Stockholm med exteriörer från Roslags Näsby, Strängnäs och Stockholms omgivningar av Ragnar Westfelt.

## Rollista i urval
- Einar Axelsson – Ludwig von Battwhyl
- Magda Holm – Katja Kock
- Nils Arehn – Gamle Kock, Katjas och Currys far
- Georg Blomstedt – Starck, rektor
- Karin Swanström – Hyltenius, änkedomprostinna
- Erik Zetterström – Curry, Katjas bror
- Maj Berggren – Eva Björck, Currys flamma
- Lotten Olsson – Karolina Willman, doktor
- Anna-Lisa Baude – Lotten Brenner
- Gösta Gustafson – Björner, advokat
- Kurt Welin – basist på "Kupan"
- Albert Ståhl – Paulin, lektor
- Edla Rothgardt – en "harpa"
- Julia Cæsar – statarhustru